# Ternopil (huyện)
Huyện Ternopil (tiếng Ukraina: Тернопільський район, chuyển tự: Ternopils’kyi raion) là một huyện của tỉnh Ternopil thuộc Ukraina. Huyện Ternopil có diện tích 749 km², dân số theo điều tra dân số ngày 5 tháng 12 năm 2001 là 60991 người với mật độ 81 người/km2. Trung tâm huyện nằm ở Ternopil.